# Pyrrhorachis rhodoselas
Pyrrhorachis rhodoselas är en fjärilsart som beskrevs av Louis Beethoven Prout 1928. Pyrrhorachis rhodoselas ingår i släktet Pyrrhorachis och familjen mätare. Inga underarter finns listade.